# Возућа
Возућа је насељено мјесто у Босни и Херцеговини, у општини Завидовићи, које административно припада Федерацији Босне и Херцеговине. Према попису становништва из 2013. године, у насељу је живјело 805 становника.

## Историја
Сиромашни сељак Јован Мркаљевић је 1937. подигао мост преко Криваје.

### Рат 1992–1995.
Возућу су током целог рата држале снаге Војске Републике Српске (постојала је Српска општина Завидовићи), све до 10. септембра 1995. када је на ово већинско српско место извршен напад јединице Ел Муџахид (чије је људство претежно пореклом из арапских земаља), у садејству са 2. и 3. корпусом Армије Републике БиХ. Као последица ратних збивања проценат српског становништва, које је чинило две трећине у предратном периоду, пао је на свега 5%.

## Култура
У насељу се налази манастир Српске православне цркве посвећен Светој тројици, који је у народу познат као манастир Возућа.

## Становништво
По попису из 1991. године, простор Возуће подијељен је на двије мјесне заједнице: Возућа и Стог. МЗ Стог (580 ст.) обухвата дио насељеног мјеста Возућа, а МЗ Возућа (4446 ст.) обухвата дио насељеног мјеста Возућа и насељена мјеста: Црњево, Гаре, Хрге, Миљевићи, Осјечани и Вуковине.
| Националност       | 2013.        | 1991.          | 1981.          | 1971.          |
| Срби               | 47 (5,84%)   | 1.305 (66,99%) | 1.414 (73,95%) | 1.069 (98,25%) |
| Муслимани          | 736 (91,43%) | 596 (30,59%)   | 457 (23,90%)   | 1 (0,09%)      |
| Југословени        |              | 16 (0,82%)     | 18 (0,94%)     |                |
| Хрвати             | 1 (0,12%)    | 6 (0,30%)      | 5 (0,26%)      | 8 (0,73%)      |
| остали и непознато | 21 (2,61%)   | 25 (1,28%)     | 18 (0,94%)     | 10 (0,91%)     |
| Укупно             | 805          | 1.948          | 1.912          | 1.088          |